# Локални избори у Србији 2021.
Локални избори у Србији одржани су 28. марта 2021. године у Зајечару, Косјерићу и Прешеву.
Владајућа Српска напредна странка (СНС) успела је да освоји већину у Зајечару и Косјерићу, док је Алтернатива за промене коју предводи Шћиприм Арифи освојила највише места у Прешеву. Неке организације пријавиле су изборне неправилности у Зајечару и Косјерићу, укључујући физичке нападе на неке новинаре и вође гласачких листића, док у Прешеву није било пријављених неправилности.

## Изборни систем
Изборни систем на локалним изборима у Србији је пропорционалан на подручју општине или града у целини. Странке уочи избора предају своје листе са именима кандидата за одборнике. Након избора и формирања локалне скупштине, изабрани одборници бирају председника општине или градоначелника. Мандат градоначелника или председника општине траје 4 година.

## Резултати и кампање

### Зајечар
9. марта, Партија уједињених пензионера Србије (ПУПС) предала је своју гласачку листу за предстојеће изборе, међутим, Градска изборна комисија прогласила је њихов гласачки листић неважећим три дана касније, па им је ускраћено учешће на изборима. Дана 24. марта, заједно са Уједињеном сељачком странком (УСС), најавили су подршку Српској напредној странци. Током последње изборне недеље, Ана Брнабић и Александар Вучић посетили су Зајечар, иако је она изјавила да њена посета Зајечару није била званична кампања, али неке невладине организације тврде супротно. Поред њих, град су током посете посетили више министара.
У општини Зајечар било је 50.463 грађана са правом гласа који су могли да гласају на локалним изборима 2021. године. Локални градски изборни одбор известио је да је излазност била 49,81%. Српска напредна странка (СНС) освојила је 24 места, а већину су обезбедили заједно са Социјалистичком партијом Србије - Јединствена Србија (СПС – ЈС) која је освојила 4 места. Листа Ненада Ристовића пласирала се на друго место са 16 места, Листа Драгане Рашић са 4 места, Листа Дејана Крстића са једним седиштем и листа на челу са Доста је било (ДЈБ) освојила је једно место.

### Косјерић
Изборна кампања била је такође истакнута у Косјерићу, иако је већина опозиционих партија најавила да је бојкотовала изборе. Током предизборних кампања примећено је неколико високих званичника, попут Ивице Дачића и министра финансија Синише Малог.
У општини Косјерић било је 9.350 грађана са правом гласа који су могли да гласају на изборима. Локални изборни одбор известио је да је излазност била 73%. Око 13:00 на дан избора, жена се срушила и умрла након што је напустила бирачко место. Листа на челу са Српском напредном странком (СНС) освојила је већину од 20 места, док је листа Чисти људи за чистог Косјерића освојила 3 места, коалиција Национална демократска алтернатива (на чијем су челу ПОКС и Демократска странка Србије) 2 места, укључујући Здрава Србија која је такође освојила 2 места.

### Прешево
Локални избори су претходно одржани у Прешеву четири пута у размаку од четири године, због политичке кризе у граду. У децембру 2020. године, локално градско веће је распуштено и уведено је привремено тело, јер од 27. августа није било седница. Локалног градоначелника заменио је председник општине Прешево Шћиприм Арифи, који је изабран 2018 године. Ови догађаји утицали су да се одрже избори на којима је изабрано ново локално градско веће. Српске странке, на челу са Српском напредном странком, прогласиле су заједничку листу почетком марта 2021.
У општини Прешево било је 41.847 грађана који имају право гласа да гласају на локалним изборима. Локални изборни одбор известио је да је излазност била 43%. Листа Алтернатива за промене на челу са Шћипријем Арифијем освојила је 14 места, а следе њих, Демократска странка Албанаца 9 места, Странка демократске акције 7 места, Листа Покрета за реформе 5 места, листа на челу Српске напредне странке 2 места, а Демократска унија Албанаца освојила је 1 место.